# Чурашево (Нурімановський район)
Чура́шево (рос. Чурашево, башк. Сураш) — присілок у складі Нурімановського району Башкортостану, Росія. Входить до складу Байгільдінської сільської ради.
Населення — 168 осіб (2010; 173 у 2002).
Національний склад:
- башкири — 92 %